# Shukra

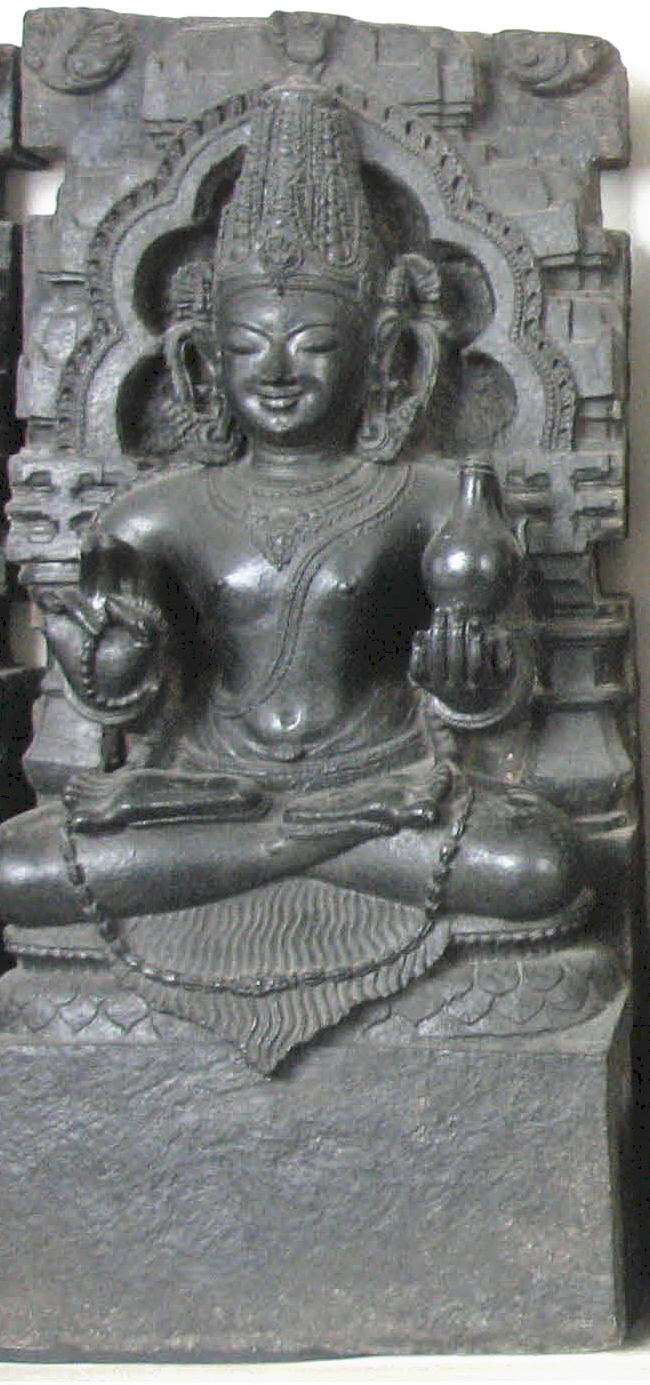
Shukra, de hindoegod van Venus, Brits Museum

Shukra (helder, licht, Shukracharya, leermeester Shukra) is in het hindoeïsme de oude wijze, die de goeroe was van Vritra, de koning van de asura's. Shukra en Vritra kregen les van de vier Kumara's (eeuwige jongelingen, belichamingen van Vishnoe). In de middeleeuwse mythologie en hindoe astrologie refereert Shukra aan de planeet Venus, een van de Navagrahas (negen huizen): zon (Surya), maan (Chandra), Mars (Mangala), Mercurius (Boedha), Jupiter (Guru), Venus (Shukra), Saturnus (Shani) en de maanknopen Rahu en Ketu.
Volgens een versie is Shukra de zoon van Bhrigu, een van de zeven Rishi's (saptarshi) of Prajapati's (voorvaderen). Shukra was de leraar (goeroe) of leermeester (acharya) van de Daitya's/Asura's en wordt daarom Shukracharya of Asuracharya genoemd. Volgens de Mahabharata verdeelde Shukra zich in twee helften: één helft werd de bron van kennis voor de deva's (goden) en de andere helft de bron van kennis voor de asura's (demonen). Shukra wordt als een van de leraren van Bhishma genoemd. Shukra steunde de asura's, waar Brihaspati (de leermeester van de goden) de deva's steunde. 

## Sanjivini
Om achter sanjivini, het geheim van het tot leven wekken van de gestorven strijders te komen, werd Kacha, de zoon van Brihaspati, leerling bij Shukracharya. De asura's deden verschillende pogingen om van Kacha af te komen. Toen Kacha vermalen was en vermengd met de wijn, die Shukracharya dronk, moest deze hem wel het geheim van sanjivini vertellen, want Kacha leefde in zijn lichaam en kon slechts daaruit bevrijd worden als Sukracharya zou sterven. Dan moest Kacha zijn leermeester middels sanjivini weer opwekken. Zo kwamen ook de deva's aan het geheim van sanjivini.  
Ook in de Purana's is Shukra befaamd om zijn kennis de doden tot leven te wekken.

## Shukravara
De hindoe vrijdag is Shukravara, net als in de Greco-Romeinse- en andere Indo-Europese kalenders, gebaseerd op de planeet Venus.